# Pacovský potok
Pacovský potok je zhruba 1,5 km dlouhý potok s malým průtokem odvodňující malé území v okresu Louny Ústeckého kraje v Česku a na pomezí pohoří Džbán a Dolnooharské tabule. Pramení v lese asi 300 metrů západně od Žerotínského rybníka. Sleduje východoseverovýchodní směr, kde asi 500 m za Žerotínem ústí do Žerotínského potoka. Potok nemá žádné významné přítoky a nejsou na něm žádné mlýny. V letech na přelomu tisíciletí začal potok v létě vysychat.

## Průběh toku

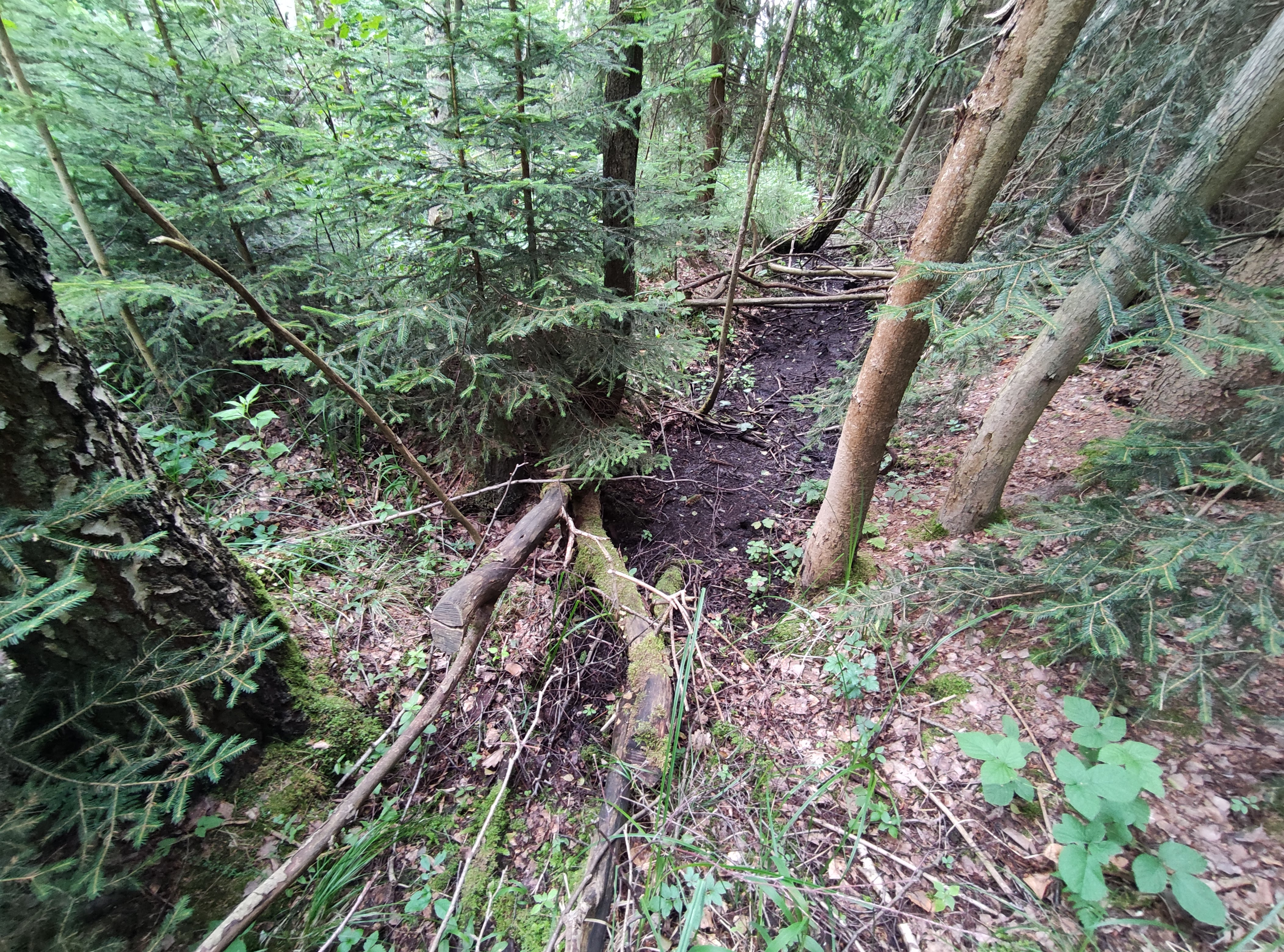
Pramen Pacovského potoka

Pramen se nachází v lese, asi 300 m západně od Žerotínského rybníka, cca 120 m za tamní chatovou oblastí, okolo jejíž jižního okraje potok teče, nedaleko je studánka Jana. Za chatovou osadou potok protéká slatinou na kraji mezi lesem a polem, které je po levé straně jeho toku. Následně ústí do betonové čistící nádrže rybníka, která byla vybudována na konci 80. let 20. století. Před touto stavbou tam bylo stejně rozlehlé mělké pánevní slatinné jezírko s bohatou vodní faunou a flórou. Ihned z nádrže, asi 150 m od chatové oblasti, voda přetéká do Žerotínského rybníka. Stavidlo je vzdálené 100 m na východoseverovýchod a pod hrází je nadmořská výška 340 m n. m.
Potok pokračuje na rozhraní lesa a pole a po 250 m toku v nadmořské výšce 330 m n. m. přitéká na kraj obce Žerotín do chatové osady na kraji obce. Po dalších 150 m se dostává do intravilánu a asi 20 m teče v potrubí. Na návsi, po dalších 75 m, do něj vtéká přepad z místní hasičské nádrže a potok zde v nadmořské výšce 325 m n. m. opouští přírodní park Džbán a pokračuje do Dolnooharské tabule. Podtéká zde také silnici třetí třídy III/23723 a jednu z místních ulic, které se v tomto místě kříží, a opouští intravilán obce.
Dále teče severním okrajem místní malé zahrádkářské oblasti a na jejím konci po 110 m toku podtéká místní nízkonapěťové elektrické vedení a po dalších 40 m cestu k vepřínu, který míjí a vtéká do polností na východě Žerotína. Po dalších 250 m se začíná stáčet do oblouku na jihovýchod a po dalších 130 m ústí zprava ve výšce 309 m n. m. do Žerotínského potoka. V prostoru mezi intravilánem obce a ústím potoka je tok lemován neupraveným porostem stromů a keřů.

## Rybníky
- Žerotínský rybník v západním okraji Žerotína
- Nádrž na návsi Žerotína

## Chráněná území a přírodní památky
- Přírodní park Džbán – pramen a začátek toku

## Galerie

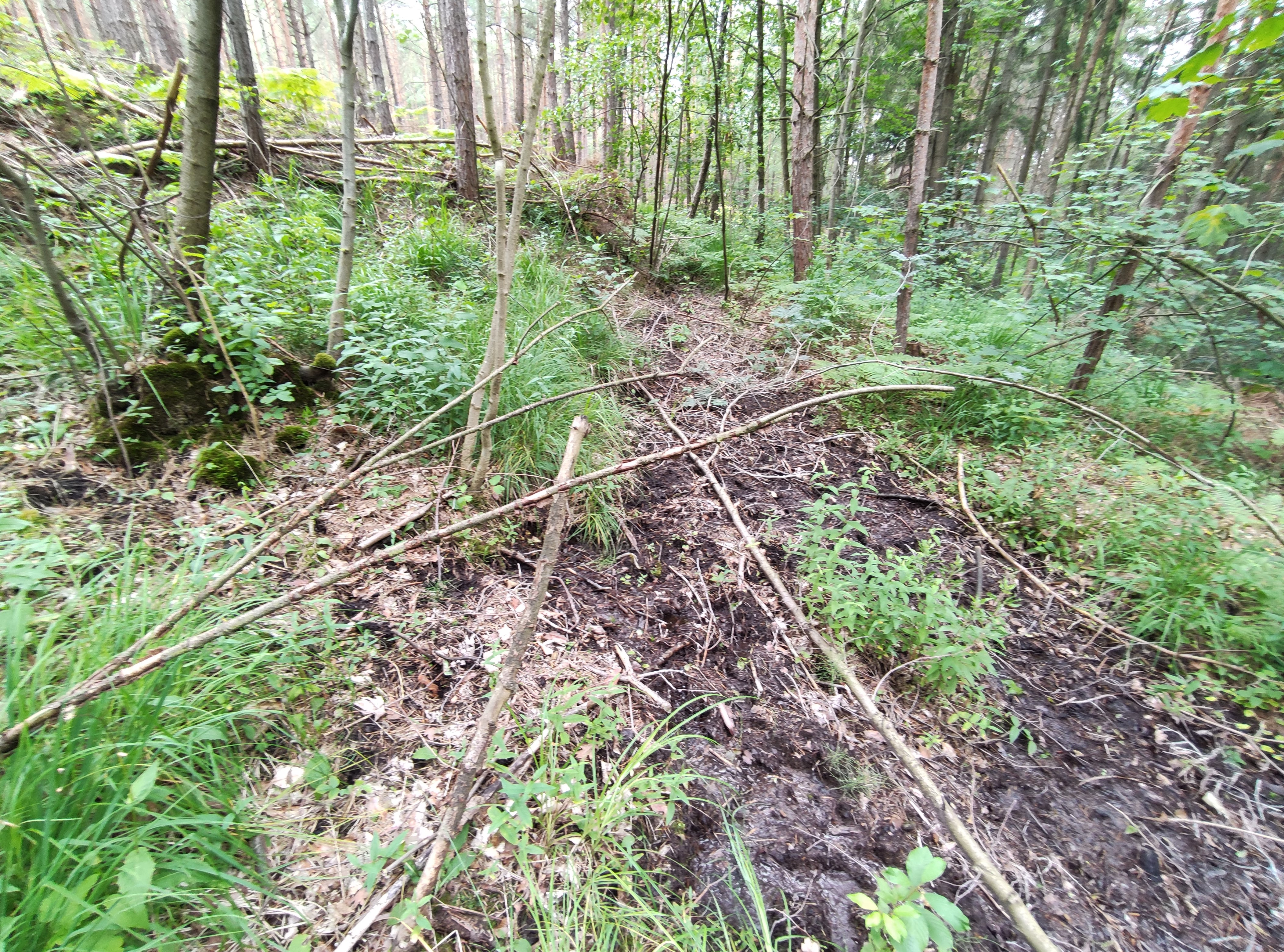
Mezi pramenem a chatovou osadou do potoka ústí bezejmenný potok pramenící výše u zelené turistické značky vedoucí na Dřevíč (na fotce pramen)
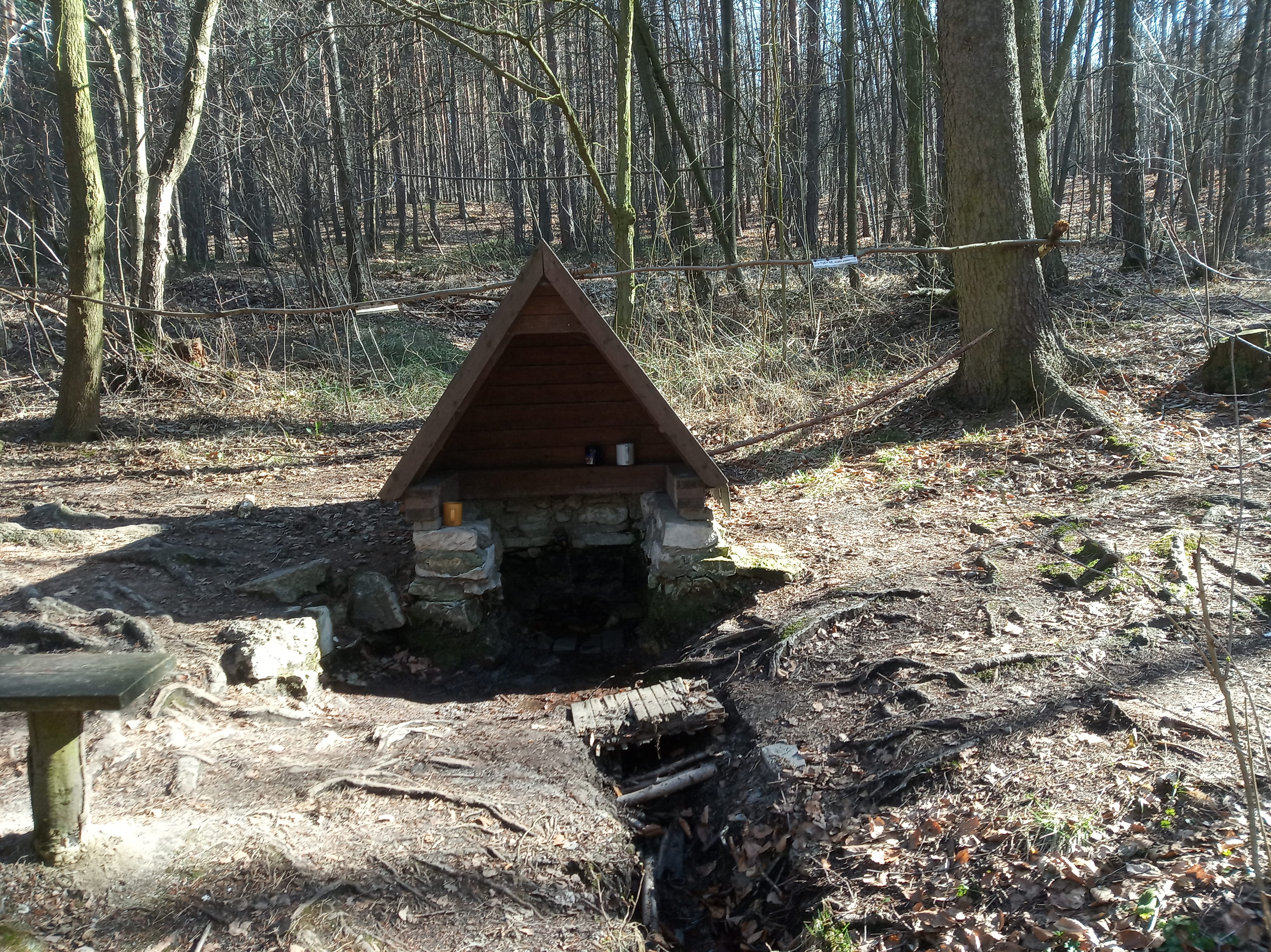
Nedaleko nad rybníkem jsou dvě studánky, jejichž bezejmenné potůčky se připojují ve slatině před rybníkem
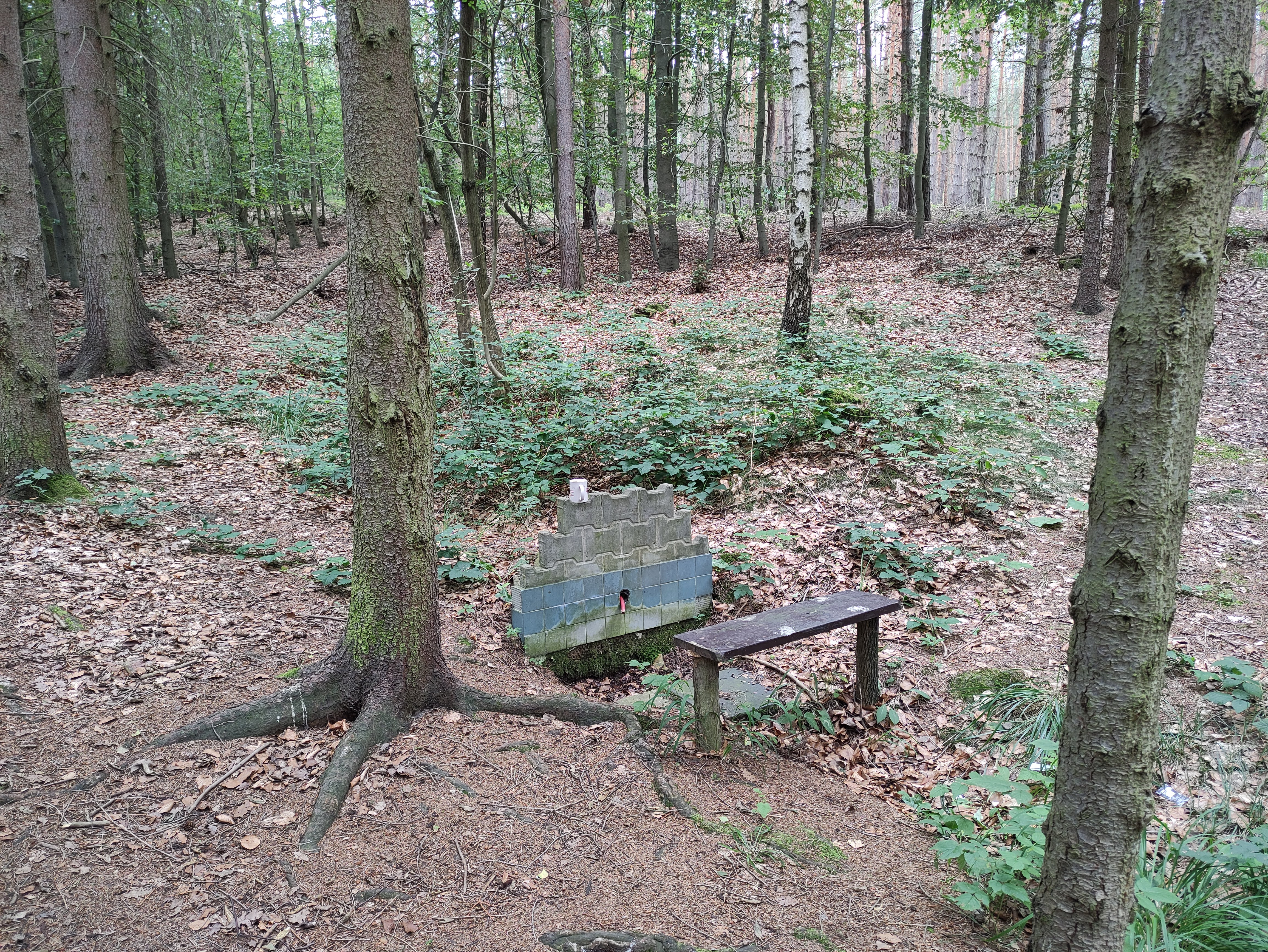
Obě od přelomu tisíciletí slábnou, menší z nich (na obrázku) je už v létě vyschlá
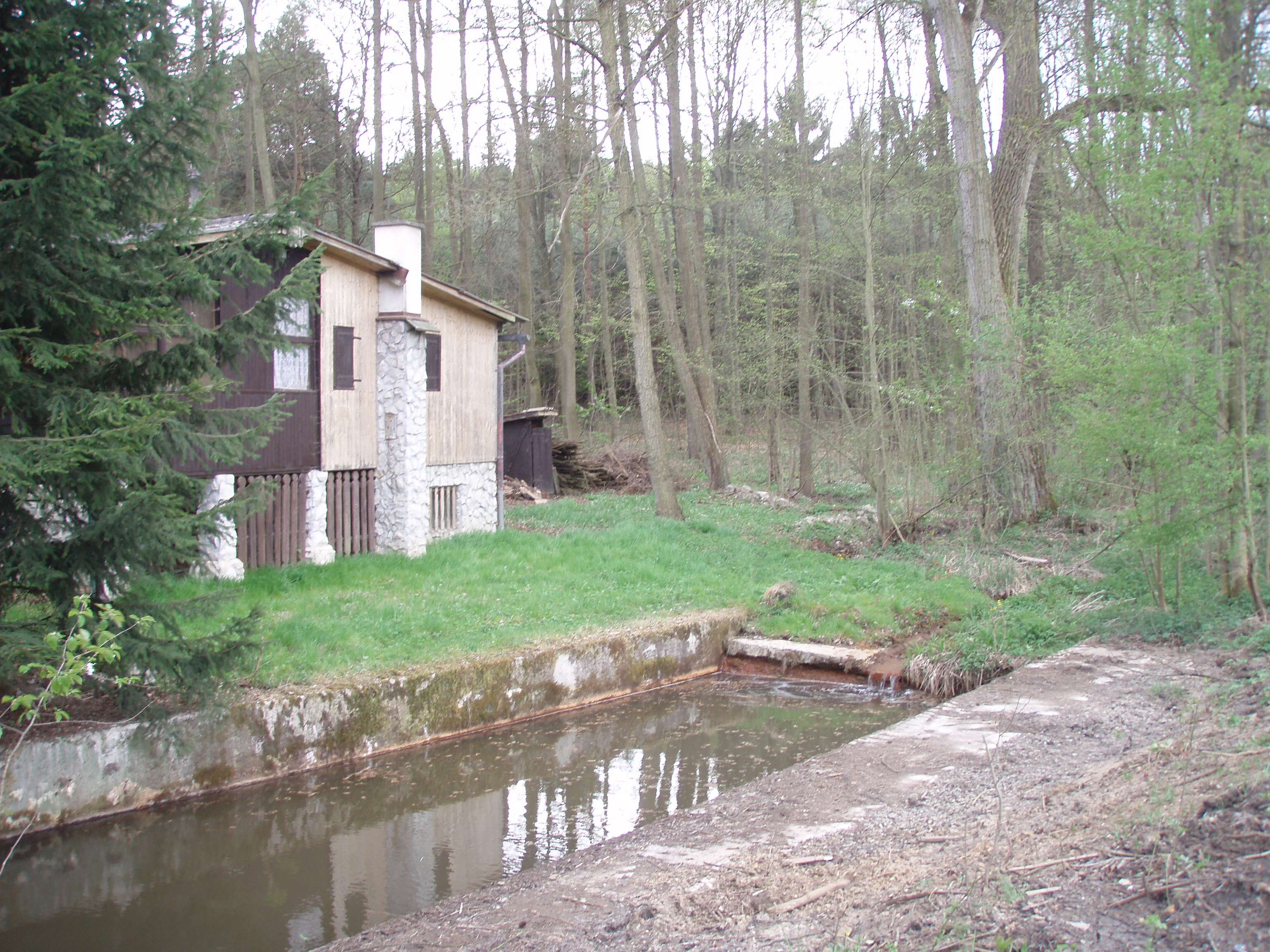
Potok ze slatiny přitéká do čistící nádrže rybníka vystavené na konci 80. let, předtím tu byl mokřad, biotop s čolky, žábami nebo blatouchy
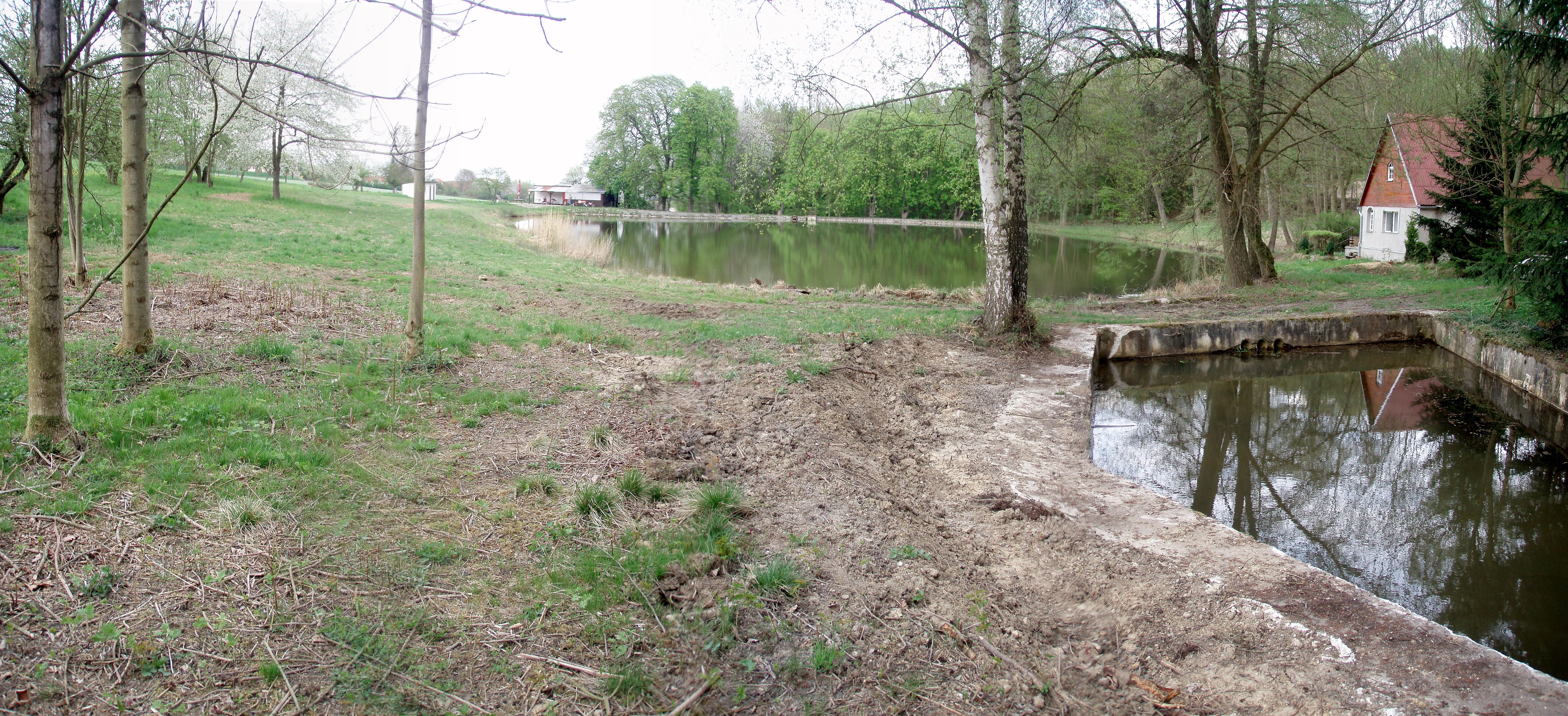
Z nádrže voda přetéká do rybníka
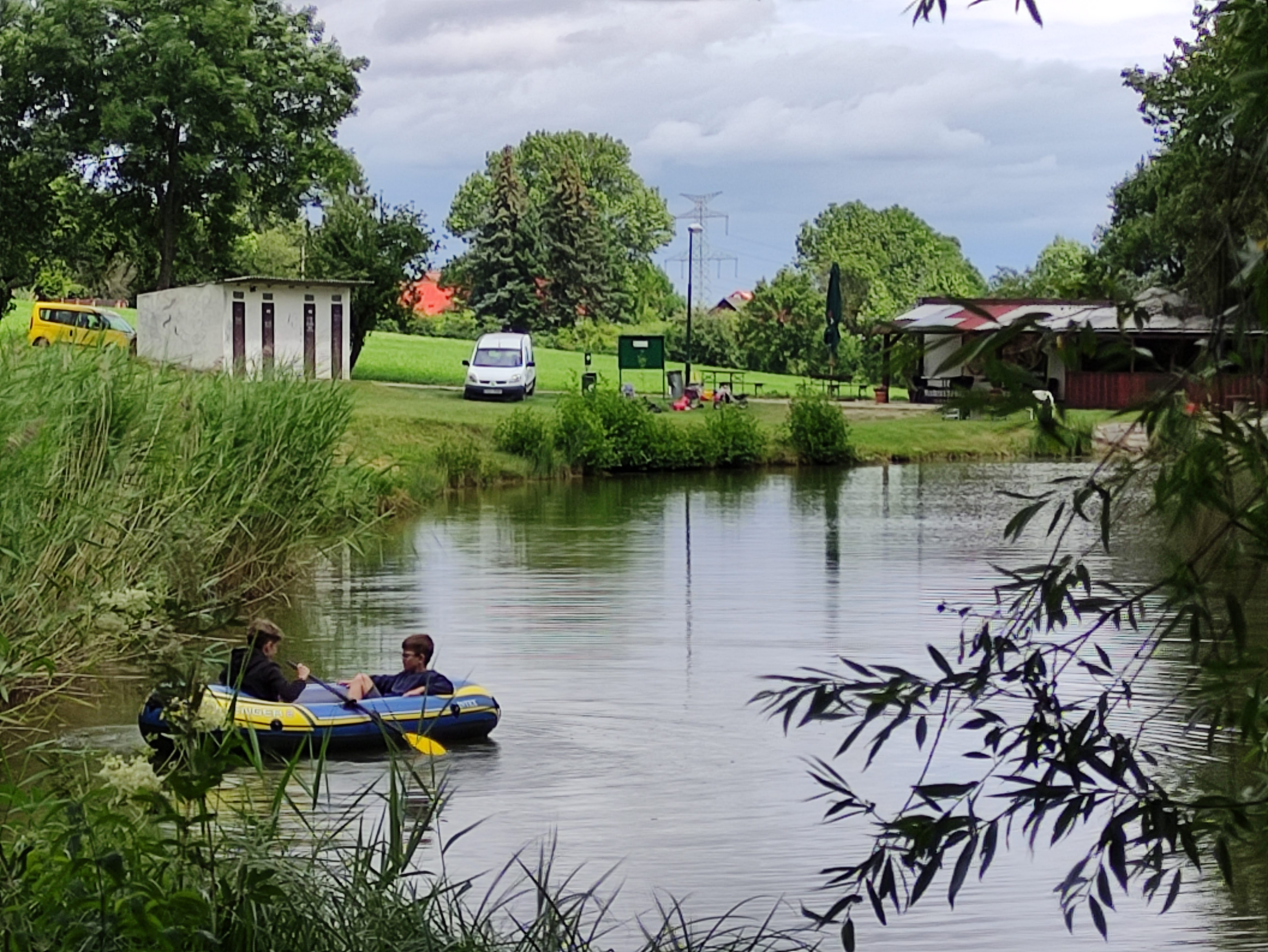
V létě rybník slouží k rekreaci
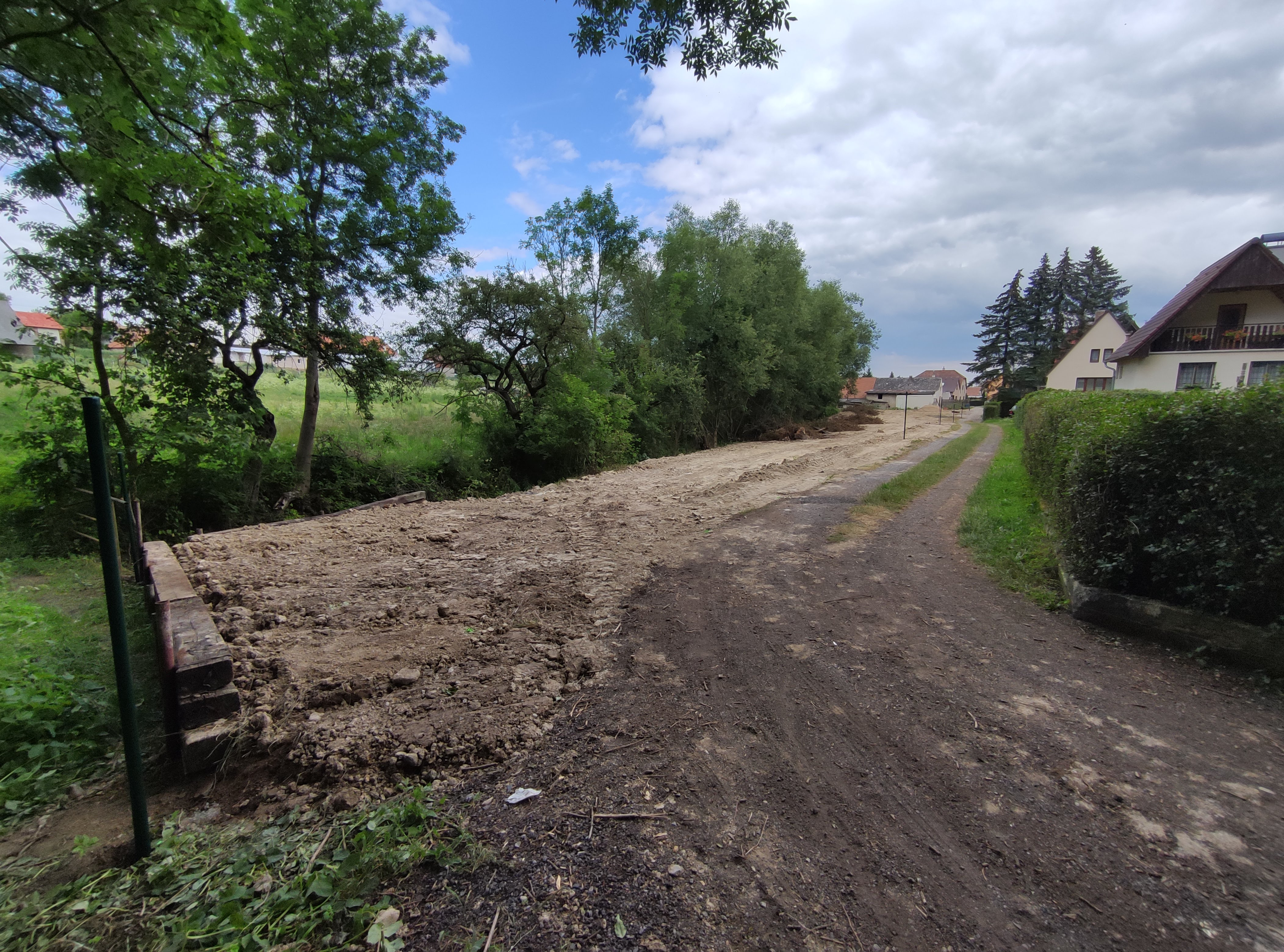
Potok potom přitéká do Žerotína, kde protéká kolem chatové osady (na fotce stromy obrostlý)